# На Басманной (театр)
Московский музыкальный театр для детей и юношества «На Басма́нной» — государственное учреждение культуры города Москвы под художественным руководством Жанны Тертерян, основу репертуара которого составляют оперетта, мюзикл, комическая опера, спектакли для детей и драматические спектакли.

## История
Музыкальный театр «На Басманной» возник в Москве в 2001 году после раздела Московского детского музыкального театра «Экспромт». Костяк труппы составила часть актёров Московского детского музыкального театра «Экспромт» и выпускники РАТИ. Театр возглавила Жанна Тертерян —  заслуженная артистка России, доцент РАТИ, ученица Б. А. Покровского. У истоков театра также стоял почётный работник культуры города Москвы, основатель и первый директор учреждения — Архипов Юрий Александрович (1959— 2020). 
Театр задумывался как молодёжный и по своему составу, и по репертуару, обращённому к юношеству. В афише — мюзиклы и комические оперы, музыкальные шутки по произведениям русской и зарубежной, литературной и музыкальной классики. На московской сцене многие спектакли идут в сопровождении оркестра. В труппе — молодые выпускники РАТИ, Щепкинского училища, Института современного искусства, Петербургской консерватории, Академии имени Гнесиных и Академии культуры. За время своего существования театр стал инициатором I-го в истории Московского фестиваля Комической оперы; был награждён дипломами II-го Международного театрального фестиваля «Мелиховская весна» и XI-го Всероссийского Пушкинского фестиваля в городе Пскове. В России и за рубежом гастролям театра всегда сопутствуют аншлаги .
С января 2022 года спектакли Театра проходят на сцене Актового зала в здании Управы Басманного района по адресу: ул. Новая Басманная, д. 37 строение 1.

## Руководство
- Художественный руководитель и главный режиссёр театра — Тертерян, Жанна Григорьевна, заслуженная артистка Российской Федерации
- Директор —  Мельников Иван Александрович (с декабря 2020 года)

- Режиссёр-постановщик — Архипов Вячеслав Михайлович
- Режиссёры — Лепнева Елена Сергеевна, Катомина Мария Николаевна
- Дирижёр, руководитель музыкальной части — Петров Валерий Константинович, заслуженный артист Российской Федерации
- Дирижёр — Кузякин Сергей Антонович, Науменко Константин Петрович.
- Концертмейстеры — Грецкая Евгения Геннадьевна, Ионин Сергей Борисович.
- Балетмейстер-постановщик — Левакова Ирина Владимировна
- Балетмейстер — Ляшко Екатерина Геннадьевна

## Труппа
- Бадрах Павел Батмонхович
- Баженова Ирина Владиславовна
- Высокинский Сергей Владимирович
- Гуро Михаил Владимирович
- Елисеева Ирина Викторовна
- Зарьева Анжелика Анатольевна — заслуженный работник культуры Российской Федерации[4]
- Землянский Геннадий Борисович
- Каденская Дарья Валерьевна
- Кольцов Александр Николаевич
- Комарова Алла Ефимовна
- Королева Наталья Владимировна
- Линдина Анна Владимировна
- Петиш Евгений Васильевич
- Петровская Олеся Юрьевна
- Примаков Александр Александрович
- Романова-Кутьина Юлия Владимировна
- Сударенкова Ольга Михайловна
- Суханова Ирина Георгиевна
- Ткачук Вячеслав Александрович — Заслуженный артист Российской Федерации
- Черепанов Арсений Вадимович
- Юдин Александр Борисович
- Якушевский Евгений Вицентович.

## Репертуар
- «Снегурочка» — История безумной ревности и любви, основанная на сказке А. Н. Островского, с музыкой Н. А. Римского-Корсакова
- «Как жить замужем» — Мюзикл Виктора Фридмана по пьесе А. Н. Островского «Доходное место»
- «Волшебная лампа Аладдина» — Музыкальная сказка композитора Юрия Алябова и автора сценария — Вячеслава Архипова
- «Пиратский треугольник» — Итальянская музыкальная комедия на музыку Гаэтано Доницетти
- «Муж за дверью» — Небольшая музыкальная комедия Жака Оффенбаха
- «Свадьба при фонарях» — Французская музыкальная комедия на сюжет пасторальной одноактной оперы-шутки из жизни французских «пейзан»
- «Леди Акулина» — Мюзикл по повести А. С. Пушкина «Барышня-крестьянка»
- «Проделки дядюши Буль-буля и Бабы-яги» — Музыкальная сказка Вячеслава Архипова
- «Роз-Мари — любовь моя!» (репортаж из прерий) — Ревю-фантазия по произведениям Юрия Алябова, Рудольфа Фримля, Герберта Стотхарта
- «Свадебный фокстрот» — музыкальные спектакли по пьесам А. П. Чехова «Медведь» и «Предложение»
- "Сильва" - оперетта extravaganza , Имре Кальман
- «Спящая красавица» — По мотивам одноимённой сказки Шарля Перро на музыку П. И. Чайковского и М. П. Мусоргского
- «Сказка о царе Салтане» — Музыкальный спектакль на музыку Н. А. Римского-Корсакова по одноимённой сказке А. С. Пушкина «Сказка о царе Салтане»
- «My fair lady» — Мюзикл Фредерика Лоу по пьесе Бернарда Шоу «Пигмалион»
- «Принцесса цирка» — Оперетта Имре Кальмана (музыкальный детектив)
- «Фиалка Монмартра» — Оперетта Имре Кальмана
- «Невероятные гастроли в Зальцбург» — Комическая опера по мотивам зингшпиля Вольфганга Моцарта «Директор театра»
- «Тайна золотого яйца» —  музыкальная сказка Вячеслава Улановского
- «Абу-Гассан» — Комическая опера Карла Марии фон Вебера
- "Директор театра" - спектакль по мотивам одноактного зингшпиля* В. А. Моцарта на либретто И.Г. Штефани «Директор театра" (премьера в октябре 2021 года)
- "Званый ужин с итальянцами" - по одноактной оперетте Оффенбаха «Господин Шуфлери останется дома» (премьера 20 декабря 2021 года)
- "Призрак замка Кентервиль" - по мотивам повести О. Уайльда "Кентервильское привидение" (премьера 24 декабря 2022 года).